# Financial Anti-Terrorism Act
Il Financial Anti-Terrorism Act (ATA) è una proposta di legge federale statunitense. Fu approvata dalla Camera dei Rappresentanti ma non divenne mai legge perché confluì nello USA PATRIOT Act.

## Storia
La proposta di legge venne presentata prima degli attentati terroristici dell'11 settembre 2001 contro le torri del World Trade Center di New York. Lo scopo della proposta era di potenziare la lotta al riciclaggio di denaro sporco americano all'estero, che veniva poi utilizzato per finanziare le organizzazioni terroristiche.

## Contenuto
La legge impegnava il Governo Federale degli Stati Uniti d'America ad aumentare i controlli contro i crimini finanziari e a punirli più duramente. In particolare i contenuti della legge erano:
- Pene più severe per coloro che erano coinvolti in attività finanziarie illegali (riciclaggio, autoriciclaggio, falso in bilancio)
- Linee guida procedurali per i mandati di comparizione per i registri dei fondi nei corrispondenti account bancari.
- Giurisdizione federale per la lotta contro il riciclaggio di denaro nero americano all'estero o tramite banche estere.
- Obbligo per tutte le istituzioni finanziarie di dotarsi di programmi anti-riciclaggio.

## Iter di approvazione
L'iter di approvazione della proposta di legge non giunse mai al termine. Di seguito i passaggi effettuati.
- 3 ottobre 2001: Il disegno di legge è presentato da Michael G. Oxley;
- 17 ottobre 2001: La Camera dei Rappresentanti approva il disegno di legge con 412 sì ed 1 no.

Il giorno stesso il disegno di legge giunge al Senato degli Stati Uniti, ma poi si fermò perché confluì in seguito nello USA PATRIOT Act.